# 原田健士
原田 健士（はらだ けんし、1998年9月10日 - ）は、東京都出身の、日本の柔道家である。階級は73kg級。身長175cm。血液型はA型。組み手は右組み。得意技は大内刈。

## 経歴
父親が成城学園柔道部監督である原田新一、母親は福岡国際の61kg級で2位になった山田紀美子だったこともあって、柔道は4歳の時に父親の日体大時代の後輩であるバルセロナオリンピック71kg級金メダリストの古賀稔彦が運営する古賀塾で兄とともに始めた。母親も古賀塾でコーチを務めていたが、幼稚園時代は道場へ行くのが嫌で堪らなかったという。成城学園小学校から成城学園中学へ進むも、体育会系気質を歓迎するような環境ではなかったため初心者が多く練習も週3日ほどであり、中学時代は関東大会でベスト8が最高だった。
高校は強豪の日体荏原高校へ進むと、藤原崇太郎とチームメイトになった。2年の時には全国高校選手権の66kg級で3位になると、自身は出場しなかったが、チームは藤原などの活躍により団体戦で優勝を飾った。3年の時にはインターハイで決勝の技あり以外は全て一本勝ちして優勝を果たした。
日体大へ進学すると、1年の時にアジアジュニアで3位となった。その後階級を73kg級に上げると、2年の時には学生体重別で3位だった。3年の時には講道館杯で伏兵ながら決勝まで進むと、66kg級の元世界チャンピオンであるパーク24の海老沼匡を合技で破るなど6試合全て一本勝ちして、シニアの全国大会初優勝を飾った。グランドスラム・大阪では準決勝で海老沼に技ありで敗れると、3位決定戦でもモンゴルのガンバータル・オドバヤルに反則負けして5位だった。4年の時の講道館杯では決勝で昨年破った海老沼を技ありで下して、2連覇を果たした。2021年4月からは綜合警備保障の所属となった。体重別では準決勝で海老沼に技ありで敗れて3位だった。しかしながら、世界選手権の団体戦代表には選出された。6月の世界団体では準決勝までの2試合を一本勝ちすると、決勝のフランス戦は出番がなかったものの、チームは優勝を果たした。10月のグランドスラム・パリでは決勝まで進むと、フランスのテオ・リカンを横四方固で破ってIJFワールド柔道ツアー初優勝を飾った。2022年2月のグランドスラム・パリでは2回戦で地元フランスのベンジャマン・アクサスに合技で敗れた。4月の体重別では準決勝でパーク24の橋本壮市に反則負けした。なお、世界団体のメンバーには選ばれた。10月の世界団体では決勝のフランス戦で一本勝ちするなどチームの優勝に貢献した。続く講道館杯では初戦で敗れた。2023年の体重別では準決勝で自衛隊体育学校の吉田優平に背負投で敗れて3位だった。2024年の実業団体2部では優勝した。実業個人選手権では3位だった。

## 戦績
66kg級での戦績
- 2016年 -　全国高校選手権 3位
- 2016年 -　インターハイ 優勝
- 2016年 -　エクサンプロバンスジュニア国際 優勝
- 2017年 -　アジアジュニア 3位

73kg級での戦績
- 2018年 -　学生体重別 3位
- 2019年　- 講道館杯 優勝
- 2019年 -　グランドスラム・大阪 5位
- 2020年 -　講道館杯 優勝
- 2021年 -　体重別 3位
- 2021年 -　世界団体 優勝
- 2021年 -　グランドスラム・パリ 優勝
- 2022年 -　体重別 3位
- 2022年 -　世界団体　優勝
- 2023年 -　体重別 3位
- 2024年 - 実業団体2部　優勝
- 2024年　- 実業個人選手権　3位

（出典、JudoInside.com）